# 吃人的遊樂園
《吃人的遊樂園》（英語：The Carnivorous Carnival）是雷蒙尼·史尼奇系列作品《波特萊爾大遇險》的第九部小說，於2002年出版。

## 情節概要
延續《恐怖的醫院》的故事，波特萊爾三姐弟（紫兒、克勞斯和桑妮）偷偷躲在歐拉夫伯爵的後車廂內，隨著歐拉夫伯爵及其劇團來到位於郊區的加利卡利遊樂園。歐拉夫伯爵打算向有著一顆「神奇水晶球」的露露夫人詢問波特萊爾三姐弟和史尼奇文件的下落。無處可去的波特萊爾三姐弟打算假扮成怪胎混進遊樂園內，紫兒和克勞斯偽裝為雙頭人貝芙麗與艾略特，桑妮則偽裝為狼人寶貝巧玻，露露夫人接納三人。三姐弟因此認識遊樂園中的其他怪胎——駝背的雨果、會軟骨功的柯蕾特和雙撇子凱文，每天這些怪胎都要在幾名觀眾面前表演並被嘲笑。
歐拉夫伯爵運來一批受虐待的獅子，並且宣布將在次日隨機挑選一名怪胎當眾餵食獅子藉以增加遊樂園的人氣；三姐弟還聽見歐拉夫伯爵提及露露夫人用她的水晶球見到波特萊爾父母的其中一位倖存者目前住在蒙堤山脈。於是當晚三姐弟潛入露露夫人的帳篷探查，發現所謂的水晶球只是個騙局，露露夫人其實在桌子下藏著不少的檔案與資料，以此來回答歐拉夫伯爵的問題。這時露露夫人察覺三姐弟的潛入，她承認自己也是V.F.D.組織的成員，真名叫奧莉維亞；之前說波特萊爾倖存的那一位雙親在蒙堤山脈純粹是她的猜測而已（因為V.F.D.總部在蒙堤山脈）。露露夫人終究與三姐弟達成協議。
歐拉夫伯爵的女友艾絲梅·史瓜樂出於忌妒唆使雨果、柯蕾特和凱文要在次日將露露夫人推下獅子坑。次日歐拉夫伯爵宣布要將雙頭人貝芙麗與艾略特（紫兒和克勞斯）餵食獅子，但由於觀眾之間產生激烈紛爭，在混亂中露露夫人與禿頭男人（歐拉夫伯爵的手下之一）一同落入坑中被獅子給吞食。歐拉夫伯爵在遊樂園內放火，打算帶手下一同前往蒙堤山脈的VFD山谷一探究竟，但是雨果、柯蕾特和凱文也加入了歐拉夫伯爵的劇團，而且桑妮被他們給綁走，而紫兒和克勞斯所在的篷車則滑向陡峭的山崖幾乎快要墜落懸崖。

## 文化參照
- 加利卡利遊樂園（Caligari Carnival）的名字可能源自於德國無聲電影《卡里加里博士的小屋》（The Cabinet of Dr. Caligari）的片名[1]。
- 雨果和柯蕾特的名字可能源自於法國作家維克多·雨果和科萊特的名字[1]。

## 改編作品
Netflix製作的電視劇《波特萊爾的冒險》第二季的第九、十集改編自本書。